# Franz Novak
Franz Novak, född den 10 januari 1913 i Wolfsberg, död den 21 oktober 1983 i Langenzersdorf, var en österrikisk Hauptsturmführer och tjänsteman vid Reichssicherheitshauptamt, Tredje rikets säkerhetsministerium. Han var en av Adolf Eichmanns medarbetare och deltog bland annat i Förintelsen i Ungern.
Novak dömdes år 1972 till sju års fängelse.